# Centulle Ier de Béarn
Centulle Ier est un vicomte de Béarn du IXe siècle, fils de Centulle Loup, vicomte de Béarn, et d’Auria.

## Biographie
Selon Montlezun, il succède à son père sous la tutelle de sa mère Auria. Son épouse n’est pas connue, ni le nom de son fils qui est le père de :
- Centulle II († 940), vicomte de Béarn.

Cependant, Montlezun s’appuie sur la charte d’Allaon qui a été depuis reconnue comme un faux du XVIIe siècle. Il s’ensuit que l’existence de Centulle Ier de Béarn est sujette à caution.